# Tryonia aequicostata
Tryonia aequicostata är en snäckart som först beskrevs av Henry Augustus Pilsbry 1889.  Tryonia aequicostata ingår i släktet Tryonia och familjen tusensnäckor. IUCN kategoriserar arten globalt som livskraftig. Inga underarter finns listade i Catalogue of Life.